# Apomecyna flavoguttulata
Apomecyna flavoguttulata är en skalbaggsart som beskrevs av Aurivillius 1916. Apomecyna flavoguttulata ingår i släktet Apomecyna och familjen långhorningar.
Artens utbredningsområde är Rwanda. Inga underarter finns listade i Catalogue of Life.